# Zonsverduistering van 1 oktober 1921

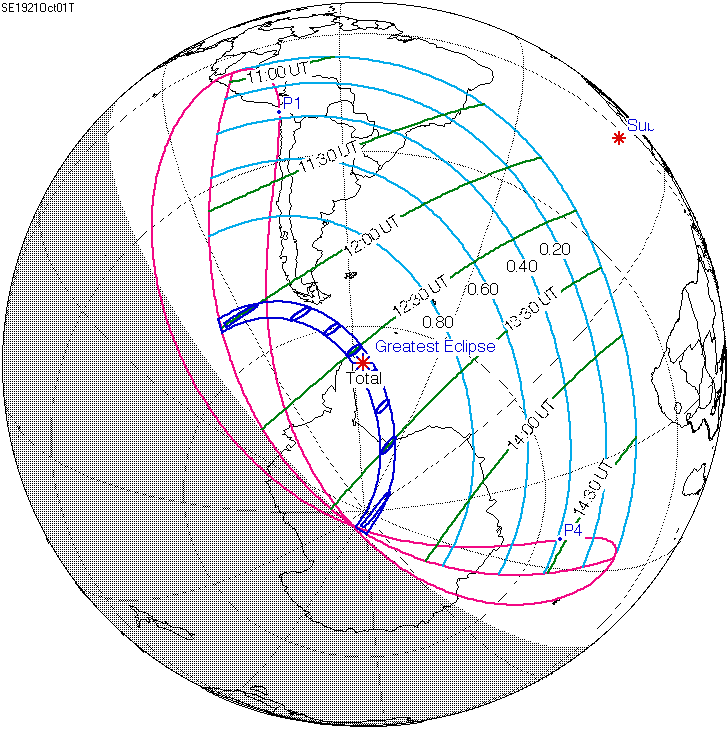
De zonsverduistering was te zien tussen de blauwe lijnen.

De totale zonsverduistering van 1 oktober 1921 trok veel over zee en was op land alleen te zien op Antarctica.

## Lengte

### Maximum
Het punt met maximale totaliteit lag op zee vlak bij het eiland King George voor de kust van Antarctica op coördinatenpunt 66.098° Zuid / 56.0934° West en duurde 1m52,0s.

### Limieten
| Fenomeen                    | Code | Tijdstip UTC  |
| --------------------------- | ---- | ------------- |
| Eerste contact bijschaduw   | P1   | 10:27:02.4 UT |
| Eerste contact kernschaduw  | U1   | 11:57:51.7 UT |
| Kernschaduw compleet vanaf  | U2   | 12:01:46.7 UT |
| Bijschaduw compleet vanaf   | P2   | Niet          |
| Maximum eclips              | GE   | 12:35:34.2 UT |
| Bijschaduw compleet t/m     | P3   | Niet          |
| Kernschaduw compleet t/m    | U3   | 13:09:00.5 UT |
| Laatste contact kernschaduw | U4   | 13:12:51.7 UT |
| Laatste contact bijschaduw  | P4   | 14:43:55.0 UT |